# 严怪愚故居
严怪愚故居，位于中国湖南省邵东市，是知名记者严怪愚生长的地方，于2021年被列为湖南省文物保护单位。

## 历史沿革
民国十九年（1930年），严怪愚故居始建。其后，分别于民国二十四年（1935年）、民国二十九年（1940年）修建其第二进及侧房。
2004年7月8日，严怪愚故居被列为县级文物保护单位。2011年11月22日，严怪愚故居被公布为市级文物保护单位。2021年12月31日，严怪愚故居被公布为省级文物保护单位。

## 建筑规制
严怪愚故居总占地595.36平方米，建筑面积360平方米，依山而建，坐西面东，分为前后两进和北面侧房。前后两进为中轴对称，中间为堂屋，左右各2间厢房。三栋房屋均为两层砖木结构，以青石作为墙基和台基，墙体混用青砖与土砖，屋顶为单檐歇山顶，覆青瓦。

## 屋主简介
严怪愚（1911—1984），本名严正，生于宝庆县东乡九龙岭（今邵阳市邵东市九龙岭镇），16岁加入中国共产党，毕业于湖南大学政治经济系。民国二十五年（1936年），严于长沙与好友创办《力报》，自任副刊主编与采访部主任，后任总编。严的新闻代表作有《凭吊台儿庄》、《陇海东线》、《汪精卫叛国投敌前后》、《图作小朝廷之大傀儡，汪逆实行降敌卖国》。
中华人民共和国成立后，严先后任《工商晚报》编辑、湖南通俗读物出版社副主任，后在反右运动中被划为右派，于文革时下放到平江县养牛场。1979年，严被平反后任湖南省政协委员，后于1984年病逝。